# Distretto di Minieh e Dinnieh
Il distretto di Minieh e Dinnieh  è un distretto amministrativo del Libano, che fa parte del governatorato del Nord Libano. Il capoluogo del distretto è Minieh.